# (38066) 1999 FO19
(38066) 1999 FO19 est un astéroïde  de la ceinture principale aréocroiseur découvert en 1999.

## Description
(38066) 1999 FO19 a été découvert le 22 mars 1999 à la Station Anderson Mesa, un des deux sites d'observation de l'observatoire Lowell en Arizona (États-Unis), par le programme Lowell Observatory Near-Earth-Object Search (LONEOS).

### Caractéristiques orbitales
L'orbite de cet astéroïde est caractérisée par un demi-grand axe de 2,11 ua, un périhélie de 1,37 ua, une excentricité de 0,35 et une inclinaison de 3,67° par rapport à l'écliptique. Du fait de ces caractéristiques, à savoir un demi-grand axe inférieur à 3,2 ua et un périhélie compris entre 1,3 et 1,666 ua, il croise l'orbite de Mars et est classé, selon la JPL Small-Body Database, comme astéroïde aréocroiseur (aréo venant de Arès).

### Caractéristiques physiques
(38066) 1999 FO19 a une magnitude absolue (H) de 15,5 et un albédo estimé à 0,287.